# Doumea typica
Doumea typica är en fiskart som beskrevs av Sauvage, 1879. Doumea typica ingår i släktet Doumea och familjen Amphiliidae. IUCN kategoriserar arten globalt som livskraftig. Inga underarter finns listade i Catalogue of Life.